# Militär-Schematismus
Der Militär-Schematismus war ein   jährliches Verzeichnis der ranghöheren Angehörigen der Gemeinsamen Armee und des Bundesheeres Österreichs. Er erschien mit verschiedenen Bezeichnungen von 1790 bis 1937.

## Bezeichnungen
Der Militär Almanach und Schematismus 1791-1914 erschien unter folgenden Bezeichnungen:
- Oesterreichischer Militär-Almanach, 1790–1791[2]
- Militär-Almanach, 1792–1809[3]
- Schematismus der Oesterreichisch-Kaiserlichen Armée, 1810[4]
- Militär-Almanach, 1811–1814[5]
- Militär-Schematismus des österreichischen Kaiserthums, 1815–1820[6]
- Militär-Schematismus des österreichischen Kaiserthumes, 1821–1868[7]
- Kais. Königl. Militär-Schematismus, 1869/1870–1889 (1888)[8]
- Schematismus für das Kaiserliche und Königliche Heer und für die Kaiserliche und Königliche Kriegs-Marine, 1890 (1889)–1915[9]
- Ranglisten des Kaiserlichen und Königlichen Heeres, 1916–1918[10]
- Schematismus für das österreichische Bundesheer und die Bundesheerverwaltung, 1928–1937[11]

## Inhalt

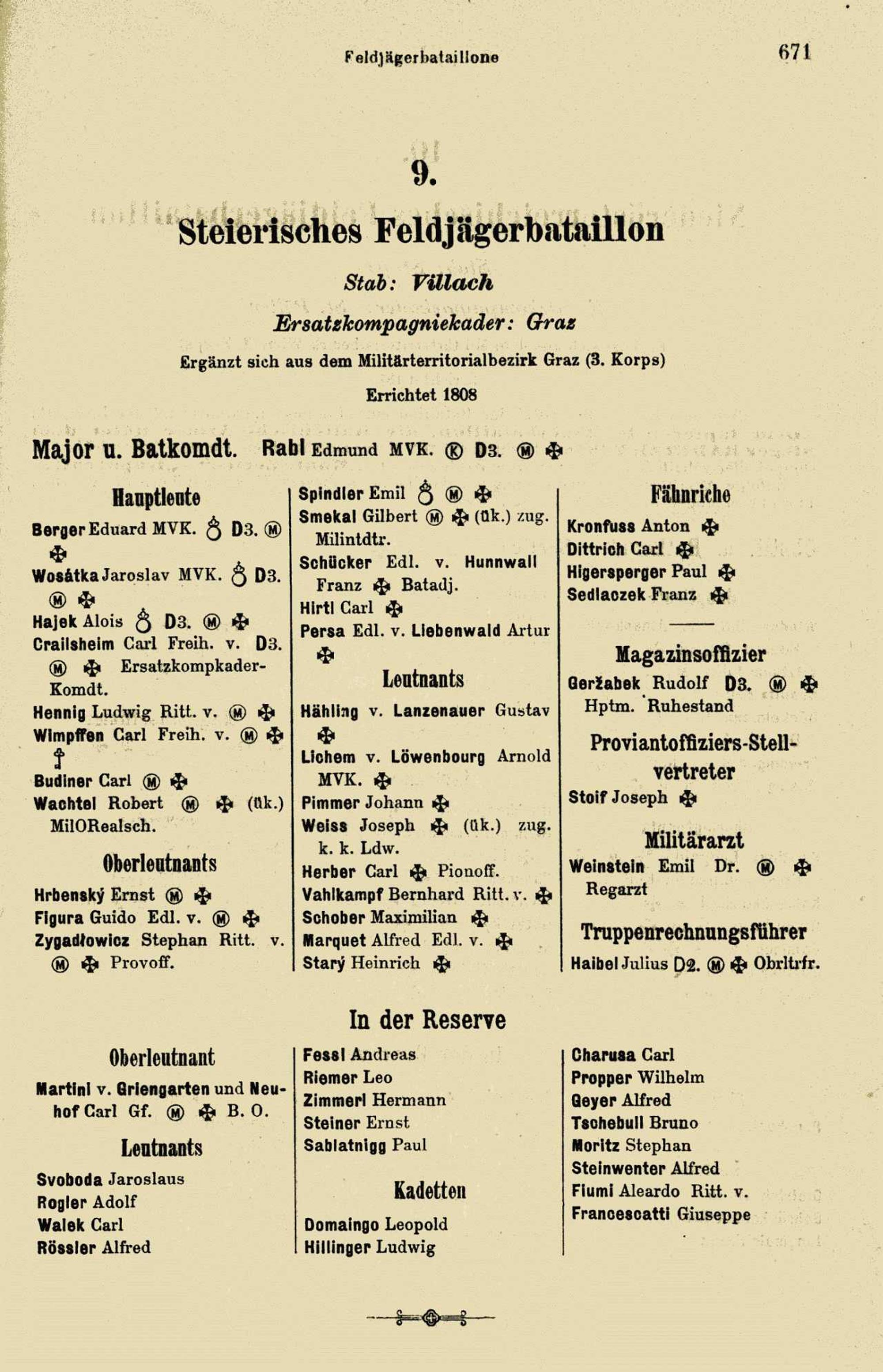
Schematismus, 1909

Im Militär-Schematismus waren alle Offiziere und weitere Angehörige der österreichischen Armee aufgeführt, geordnet nach Truppenteilen und Zuständigkeiten und mit Angaben zu den letzten Beförderungen, Versetzungen und Auszeichnungen. Dazu gab es einen Namensindex am Schluss jedes Bandes. Nicht angegeben waren  weitere persönliche Angaben, wie Geburtsdatum, Herkunft und Adresse.
In den Schematismen wurden auch die militärischen Staatspferdezuchtanstalten aufgeführt. Im Almanach von 1799 gibt es ein Kapitel zum „Remontirungs und Beschellswesen“. Es werden Gestüte in Mezőhegyes, Waskowitz (Bukowina), Wien, Brandeis (Böhmen), Olmütz (Mähren) und Kollnitz (Kärnten) genannt. Dieses Kapitel ist im Almanach von 1799 nach den Kapiteln über das Militär-Fuhrwesen eingeordnet.
Im Almanach von 1800 wird das Militär-Thier-Spital in Wien erwähnt.